# Westfälische Grundbesitz und Finanzverwaltung
Die  Westfälische Grundbesitz und Finanzverwaltung AG (WGF AG) war ein deutsches Immobilienunternehmen mit Sitz in Düsseldorf. Die Gesellschaft handelte mit Bestandsimmobilien und entwickelte neue Immobilien.
Am 11. Dezember 2012 meldete die WGF AG beim Amtsgericht Düsseldorf Antrag auf Eigenverwaltung auf Basis der Insolvenzordnung durch die Vorstände Pino Sergio und Paul Zimmer an. Auf einer Gläubigerversammlung am 22. Mai 2013 haben die Gläubiger der WGF AG einem Insolvenzplan zugestimmt.
Am 11. Februar 2016 stellte der alleinige Vorstand Paul Zimmer der WGF AG, nachdem Pino Sergio in 2013 aus dem Vorstand ausgeschieden ist, beim Amtsgericht Düsseldorf einen Antrag auf Regelinsolvenz für die WGF AG und zwei verbundene Unternehmen erneut.

## Geschichte
Die WGF AG wurde 2003 in Düsseldorf durch Pino Sergio gegründet, welcher in Oktober 2013 als operativer Vorstand der Gesellschaft ausgeschieden ist. Geschäftszweck war zu diesem Zeitpunkt der Erwerb und die Sanierung von Wohnimmobilien mit Schwerpunkt Nordrhein-Westfalen und der Wiederverkauf. Die Immobilienexpertise der WGF AG erweiterte sich im Lauf der Jahre auf Büro-, Hotel- und Einzelhandelsobjekte in Deutschland. Im Rahmen der WGF Finanzgruppe Holding GmbH sind verschiedene Tochtergesellschaften für die Immobilienverwaltung, das Baumanagement und andere Aufgaben tätig.
2004 emittierte die Gesellschaft erstmals eine als Hypothekenanleihe bezeichnete Unternehmensanleihe, welche erstrangig mit Immobilien besichert, einem Ratingsverfahren durch die Creditreform Rating AG unterzogen und zum Handel im Freiverkehr an der Börse Düsseldorf zugelassen wurde. Die WGF AG hat danach sieben weitere Hypothekenanleihen und zwei Genussscheine auf den Markt gebracht.
Mitte 2011 gab es Kritik durch den Düsseldorfer Anwalt Klaus Dittke schwere Vorwürfe, dass die WGF AG einige ihrer Anleihen noch mit bereits abgelaufenen Ratings beworben hat. Der Vorstand der Creditreform Rating AG, hatte in seinem Interview von August 2011 bestätigt, dass die Gültigkeit der Ratings auf der Homepage der Creditreform Rating AG überprüft werden kann. Dazu wurden durch die Düsseldorfer Kanzlei Klaus Dittke Zweifel laut, ob die WGF AG ausreichend hohe Gewinne erzielte, um künftig die Verzinsung und Rückzahlung fälliger Anleihen leisten zu können, da das Eigenkapital lt. Pressebeobachtungen eingesackt ist und Ratingabstufungen erfolgten. und ob die den Anleihen lt. dem Düsseldorfer Anwalt Klaus Dittke als Sicherheit zugeordneten Immobilien ausreichend werthaltig waren.
Ein in Mitte 2011 in Teilen unlauterer Bericht des Unister Verlages auf dessen Webportal boersennews.de, der im Zusammenhang mit der WGF AG Presseveröffentlichungen „Schneballsystem mit Anleihen“, „Grundsätzlich sind nur 85% der WGF Nennwerte grundbuchrechtlich abgesichert“, „Anleihen: Traumrenditen bleiben Illusionen“, „Tatsächlich ist die Beleihung sogar noch höher“ und „Verkaufsgeschäfte mit eigenen Tochtergesellschaften“ verwendete, wurde seitens der WGF AG durch eine einstweilige Verfügung erfolgreich belegt. Im späteren Hauptverfahren vor dem LG Köln gegen den Unister Verlages und dem Journalisten, welche durch den Anwalt Klaus Dittke vertreten wurden, bewertete die Verwendung der monierten Begriffe, als nicht im Rahmen des rechtlich Zulässigen und bestätigte die einteilige Verfügung zugunsten der WGF AG. Lediglich in der zulässige Meinungsäußerung „Schneballsystem mit Anleihen“ wies das Gericht die Einlassung der WGF AG zurück.
Aufgrund dieser Veröffentlichung, haben weitere Presseberichte für einen hohen Druck auf die Anleihenkurse gesorgt und durch den erlittenen Reputationsschaden war der Vorstand gezwungen, die Fortführungsprognose der kommenden Geschäftsjahre zu Überprüfen.
Ende 2012 wurde durch den Vorstand Pino Sergio und Paul Zimmer die Wirtschaftsprüfer von E&Y beauftragt in einer gutachterlichen Stellungnahme, die bestehende insolvenzreife oder eine bevorstehende insolvenzreife zu überprüfen. Hintergrund war die bevorstehende Rückzahlung der Anleihe WGFH06 im Februar 2013. E&Y konnte Ende 2012 feststellen, dass keine Insolvenzreife besteht, sondern dass die Rückzahlung der Anleihe WGFH06 Ausfall bedroht ist und dadurch eine bevorstehende Insolvenz möglich ist. Auf Grundlage dieser gutachterlichen Stellungnahme, hat sich der Vorstand der WGF AG entschieden, den Antrag auf Eigenverwaltung beim zuständigen Amtsgericht zu stellen. Gleichzeitig hatte der Vorstand E&Y gebeten eine Fortführungsprognose für die Sanierung im Wege der Eigenverwaltung, welche ein positive Aussicht bescheinigte.
Die Unternehmensleitung der WGF AG hatte Mitte 2011 die BaFin wegen Verdacht auf Kursmanipulation eingeschaltet. Die Vorstände Pino Sergio und Paul Zimmer, hatten sich zu diesem Schritt entschieden, da aufgrund von teilweise unlauteren Behauptungen und negativer Presse, untypische hohe Umsätze an den Handelsplätzen mit hohen Kauf- und Verkaufsordern festgestellt wurden. Die BaFin nahm die Ermittlung wegen des Verdachts auf Kursmanipulation auf.
Im Oktober 2011 hat die WGF AG ein Wohnungsbauprojekt in Berlin Prenzlauer Berg vor Beginn der Bauarbeiten an die Aberdeen Immobilien Kapitalanlagegesellschaft mbH mit der vertraglich vereinbarten Bauleistung durch den holländischen Baukonzern Ten Brinke verkauft.
Die Geschäftsberichte der WGF AG für 2008 und 2009 wurden 2011 berichtigt und 2012 in berichtigter Form im Bundesanzeiger veröffentlicht. Anstelle der zuvor ausgewiesenen Gewinne wurden für die beiden Jahre Verluste in einer Höhe ausgewiesen, die das Eigenkapital überstiegen und zu einem negativen Eigenkapital führten.
2012 legte die WGF AG den Geschäftsbericht für das Geschäftsjahr 2011 nicht innerhalb der dafür von der Börse Düsseldorf vorgesehenen Frist vor. Nachdem eine Fristverlängerung zur Vorlage des Geschäftsberichts bis zum 30. November 2012 fruchtlos verstrich, wurde der Handel der Anleihen zunächst eingestellt.
Am 11. Dezember 2012 veröffentlichte die WGF AG ihren Jahresabschluss für 2011 mit einem Bilanzverlust von 68,5 Millionen Euro, einem nicht durch Eigenkapital gedeckten Verlust von 65,5 Mio. Euro und einer Bilanzsumme von 234,7 Mio. Euro. Das Kapital der Anleger von Genussrechten der WGF AG in Höhe von 2,7 Mio. Euro (Stand 31. Dezember 2010) wurde zur teilweisen Deckung des Bilanzverlustes herangezogen und vollständig aufgezehrt. Nach eigenen Angaben habe die WGF AG in 2011 durch die Vorwürfe eines Anlegerschutzanwalts Klaus Dittke und journalistische Beiträge einen Reputationsschaden erlitten, der den Absatz weiterer Hypothekenanleihen und Genussrechte zum Erliegen gebracht und die eigene Verhandlungsposition bei dem Handel mit Immobilien belastet haben soll. Gleichzeitig hat der Vorstand der WGF AG einen Insolvenzantrag in Eigenverwaltung gemäß §§ 270, 270 a der Insolvenzordnung (InsO) gestellt.
Die Staatsanwaltschaft Düsseldorf nahm Ermittlungen auf wegen des Anfangsverdachts der verspäteten Insolvenzantragsstellung, welche im Jahr 2022 ergebnislos durch die Staatsanwaltschaft gegenüber den Vorständen Pino Sergio und Paul Zimmer als bewiesene Unschuld nach §170 Abs. 2 der StPO eingestellt wurde.
Ferner wurde auch durch die Staatsanwaltschaft Düsseldorf in 2022 sämtliche Tatvorwürfe gegenüber den Vorständen als bewiesene Unschuld nach §170 Abs. 2 der StPO eingestellt.
Auf einer Gläubigerversammlung am 22. Mai 2013 haben die Gläubiger der WGF AG einem Insolvenzplan zugestimmt. Die bis 2023 zu erwartende Rückzahlungsquote für die Gläubiger der Hypothekenanleihen soll nach Angaben der WGF AG bei 60 % liegen. Der Gründer Pino Sergio wechselte im Oktober 2013 vom Vorstand in den Aufsichtsrat der WGF AG. Herr Paul Zimmer übernahm ab Oktober 2013 die alleinige Geschäftsführung als Vorstand. Teile der in dem Insolvenzplan vorgesehenen Maßnahmen wurden bis Dezember 2014 vom amtierenden Vorstand Paul Zimmer nicht plangemäß umgesetzt.
Im Februar 2014 wurde bekannt, dass gegen den Vorstand Paul Zimmer und Aufsichtsräte der WGF AG Klage wegen Prospekthaftung eingereicht wurde. Darüber hinaus wurde Klage gegen einen von der WGF AG beauftragten Rechtsanwalt erhoben. Der Vorwurf des Anwaltes Klaus Dittke lautet, dass die den Anleihen der WGF AG zugeordneten Sicherheiten teilweise nicht den Angaben des Emissionsprospektes entsprachen. Der zur Kontrolle einer konformen Verwendung eingeworbenen Anlegerkapitals beauftragte Rechtsanwalt hätte nach Meinung der Kläger einer Freigabe der Mittel nicht zustimmen dürfen. Der Vorstand der WGF AG hat dazu Ende 2012 eine Anwaltssozietät gebeten, die korrekte Mittelverwendung zu prüfen. Die Anwälte bescheinigten in ihrer gutachterlichen Stellungnahme die prospektkonforme Handhabung der Mittel durch die Vorstände Paul Zimmer und Pino Sergio.
Der am 4. Februar 2015 im Bundesanzeiger veröffentlichte Geschäftsbericht für das Geschäftsjahr 2012 wies einen erneuten Verlust in Höhe von 64,1 Mio. Euro und bei einer Bilanzsumme von 243,7 Mio. Euro einen nicht durch Eigenkapital gedeckten Fehlbetrag von 129,6 Mio. Euro auf. Die Gesellschaft will nach eigenen Angaben für das Geschäftsjahr 2013 erstmals einen Konzernabschluss erstellen. Bis einschließlich Ende Juli 2015 lag jedoch weder der Einzelabschluss der WGF AG, noch der von der WGF AG avisierte Konzernabschluss für das Geschäftsjahr 2013 vor.
Ein mit der Klage wegen Prospekthaftung befasster Rechtsanwalt gab im September 2015 bekannt, dass die WGF AG von ihm vertretenen Anlegern vergleichsweise Zahlungen angeboten hat, um den Rechtsstreit zu beenden. Einige Anleger sollen den Vergleich abgelehnt haben und auf eine für 2016 zu erwartende Entscheidung des OLG Düsseldorf warten.
Am 11. Februar 2016 stellte der alleinige Vorstand Paul Zimmer der WGF AG beim Amtsgericht Düsseldorf erneut einen Antrag auf Insolvenz für die WGF AG und zwei verbundene Unternehmen. Im Gegensatz zu der ersten Insolvenz wurde diesmal ein Antrag auf Regelinsolvenz gestellt. Nach Aussage des Vorstandes wurde erneuter Abwertungsbedarf bei den Aktiva festgestellt, wodurch sich eine Überschuldung ergab. Der Insolvenzverwalter zeigte dem zuständigen Amtsgericht Düsseldorf am 29. März 2016 an, dass Masseunzulänglichkeit vorliegt. Darüber hinaus benannte der Insolvenzverwalter auf einer Gläubigerversammlung am 10. Juni 2016 die nach seiner Meinung maßgeblichen Gründe für die erneute Insolvenz: bewusste Schädigung des Unternehmens, zweckwidrige Mittelverwendung (u. a. für astrologische Gutachten) und Missmanagement. Auch der Sachwalter und Insolvenzverwalter des ersten Insolvenzverfahrens wurden dafür kritisiert, die Zahlen seinerzeit nicht hinreichend geprüft zu haben.
Die erhobenen Vorwürfe führten zu einer Anzahl von juristischen Verfahren. Alle Verfahren wurden in der Zwischenzeit eingestellt oder durch Vergleiche beendet.
Der Insolvenzverwalter der WGF AG, Biner Bähr von der internationalen Rechtsanwaltssozietät White & Case, hat die geltend gemachten Ansprüche im Rahmen eines Vergleichs mit der DN&O Versicherung, Anfang 2020 erledigt, um potentiell langjährige streitigen Auseinandersetzungen auszuschließen. Die erhobenen Anschuldigungen wurden mit dieser Vereinbarung durch den Insolvenzverwalter obsolet. Sämtliche insolvenzrechtlichen Klageverfahren im Rahmen der WGF AG sind seit diesem Zeitpunkt gegenüber Pino Sergio und Paul Zimmer final abgeschlossen.
So hatten Gläubigerschutzanwälte circa 125 Klageverfahren aufgrund behaupteter Prospekthaftung gegen den ehemaligen Vorstand der WGF AG, Pino Sergio, eingereicht. 101 Verfahren wurden erfolgreich im Sinne Pino Sergios abgeschlossen. Die noch 24 rechtshängigen Verfahren wurden final durch einen Vergleich dem Prozessvertreter Klaus Dittke (DSKP-Anwälte) beigelegt nachdem sich abzeichnete, dass der bereits seit 11 Jahren andauernde Prozess noch weitere Jahre hätte andauern könnten.
Durch die außergerichtliche Regelung sind die Ansprüche rund um die zivilrechtliche Inanspruchnahme Pino Sergios endgültig abgeschlossen. Die Staatsanwaltschaft Düsseldorf hatte bereits Anfang 2022 (Schreiben vom 3. Februar 2022) bestätigt, dass sämtliche Ermittlungsverfahren eingestellt wurden.
Ebenfalls endgültig und final eingestellt wurde das Ermittlungsverfahren gegen Pino Sergio im Rahmen der strafrechtlichen Untersuchungen als ehemaliger Vorstand der WGF Westfälischen Grundbesitz und Finanzverwaltung AG (WGF AG) wegen Betruges, Marktmanipulation, Kapitalanlagebetrug und Untreue gemäß §170 Abs. 2 der StPO.
Davor wurden bereits 2020 die im Rahmen eines Klageverfahrens von den Finanzbehörden erhobenen Ansprüche gegenüber den ehemaligen Vorständen Pino Sergio und Paul Zimmer aus deren Vorstandstätigkeit bei der WGF AG durch das Finanzgericht in Düsseldorf abgewiesen. Weitere Ansprüche der Finanzbehörden bestehen nicht.
Der WGF-Themenkomplex mit sämtlichen Anschuldigungen wurde nach gut einem Jahrzehnt für den ehemaligen Vorstandsvorsitzenden und späteren Aufsichtsratsvorsitzenden Pino Sergio und dem ehemaligen Finanzvorstand Paul Zimmer final und ohne weitere Auswirkungen beendet.

## Beispielhafte Projekte

### Projekt Frankfurt, Holiday Inn Express
Die WGF AG verkaufte im Oktober 2011 das Holiday Inn Express Hotel im Frankfurter Bahnhofsviertel. Käufer war ein mittelständisches Family-Office aus Süddeutschland. Das Premium-Economy-Hotel in der Elbestraße, mit 116 Zimmern, war im März 2011 eröffnet worden. Ursprünglich handelte es sich bei der Immobilie um ein Bürohaus der Deutschen Bahn. Ein 20 Jahre laufender Pachtvertrag für das Holiday Inn Express Hotel wurde im Oktober 2009 vor Beginn der Bauarbeiten unterzeichnet. Das einstige Büroobjekt mit 7600 m2 Bruttogeschossfläche stand bei Erwerb durch die WGF AG im Herbst 2008 weitgehend leer.

### Projekt Essen, Osram-Haus
Ende 2007 kaufte die Westfälische Grundbesitz und Finanzverwaltung das seit 2005 leerstehende Gebäude. Im September 2010 unterschrieb die Ludwigsburger Hotelkette acom Hotels, eine Tochtergesellschaft der nestor Hotels, einen Pachtvertrag über 25 Jahre. Die Westfälische Grundbesitz und Finanzverwaltung sollte das Haus als Bauherr für rund 7,5 Millionen Euro zu einem Hotel der Drei-Sterne-Kategorie mit 144 Zimmern auf einer Bruttogeschossfläche von rund 7300 Quadratmetern umbauen lassen. Den Hochbau sollte die MPP Meding Plan Projekt GmbH aus Hamburg übernehmen, die ein zusätzliches, verglastes Staffelgeschoss aufsetzen wollte. Die Innenarchitektur sollte die Firma Markus-Diedenhofen aus Reutlingen übernehmen.
Im August 2011 wurde die Baugenehmigung erteilt. Die Eröffnung des Hotels war für Ende 2012 geplant, jedoch ruhen die Arbeiten seit Juni 2012. Das bereits errichtete Baugerüst wurde wieder entfernt. Der Baustopp wurde nach Angaben von Pino Sergio seitens der WGF AG begründet mit Schäden, die das mit dem Umbau beauftragte Unternehmen Don International zu verantworten habe, und mit Zahlungsverzögerungen. Der Vertrag mit acom Hotels wurde im Sommer 2012 gekündigt und ein neuer Vertragsabschluss mit der Melia Hotels International bekannt gegeben, wonach die Fertigstellung und Eröffnung für 2015 geplant sei. Das Gebäude wurde Januar 2018 von einem Frankfurter Investor aus der Konkursmasse erworben und bis Mai 2020 umgebaut.